# اودیسئوس اسکیتزوگلو
اودیسئوس اسکیتزوگلو (انگلیسی: Odysseus Eskitzoglou; ۳ مهٔ ۱۹۳۲ – ۲۶ اوت ۲۰۱۸) قایقران قایق بادبانی اهل یونان بود.